# Katastrophenschutz

Internationales Zivilschutzzeichen

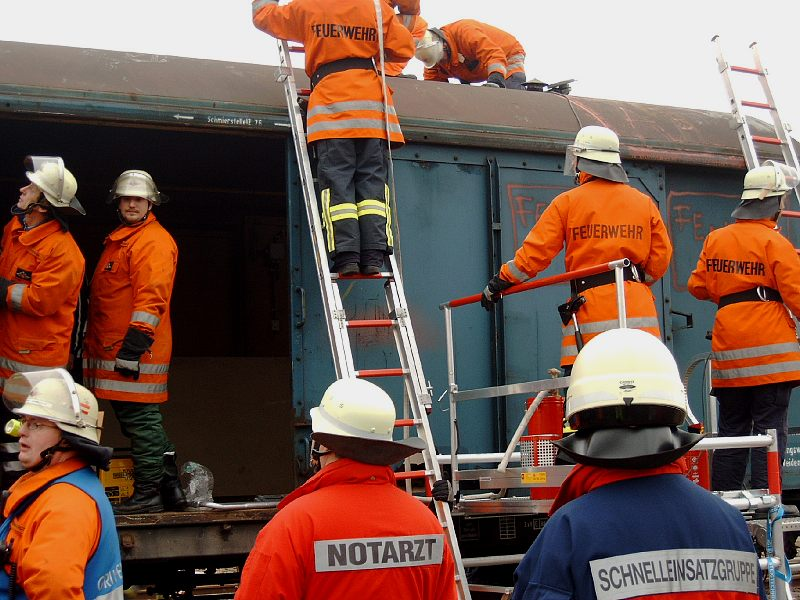
Gemeinsame Katastrophenschutzübung von Feuerwehr und medizinischem Personal

Katastrophenschutz (KatS) bezeichnet die Maßnahmen, die getroffen werden, um Menschen, Umwelt und bestimmte Sachwerte in oder vor der Entstehung einer Katastrophe zu schützen und die Versorgung der Menschen zu wahren. Abgegrenzt vom Katastrophenschutz wird der Schutz der Bevölkerung im Kriegsfall. Letzterer wird im offiziellen Sprachgebrauch der Bundesrepublik Deutschland als Zivilschutz bezeichnet und gemeinsam mit dem Katastrophenschutz unter dem Oberbegriff des Bevölkerungsschutzes zusammengefasst; in Österreich und der Schweiz ist der Sprachgebrauch anders.
Zu den Maßnahmen gehören neben unmittelbaren Einsätzen und Hilfeleistungen auch vorbereitende Maßnahmen, wie zum Beispiel die Aufstellung entsprechender Hilfseinrichtungen und -pläne oder das Festlegen von Standard-Einsatz-Regeln (SER) zur schnellen Reaktion bei gleichen Lagen, die Abwehr von Schäden im Katastrophenfall sowie im Nachgang die Beseitigung von Katastrophenschäden.

## Entwicklung des Katastrophenschutzes

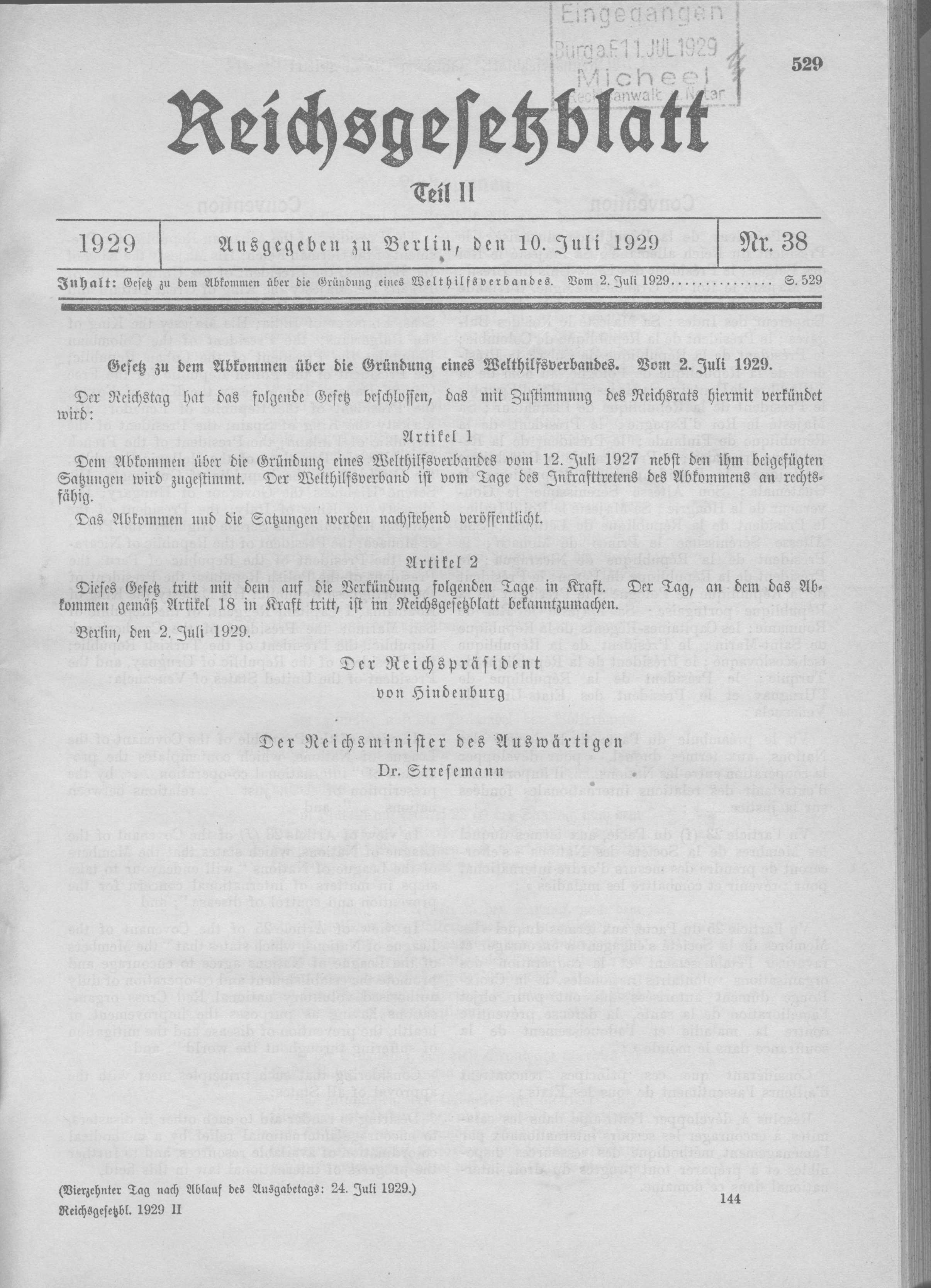
Gesetz zu dem Abkommen über die Gründung eines Welthilfsverbandes (1929, Deutschland)

Schutz für die Zivilbevölkerung in Kriegszeiten war in der Zeit der festgelegten Schlachtaufstellung (Kriegsführung) und auch der Grabenkämpfe des Ersten Weltkriegs kein besonderes Thema, da der Großteil der Bevölkerung eines Landes nicht von den oft auf abgelegenen Geländen stattfindenden Schlachten betroffen war oder dieser Schutz einfach nicht wichtig genug genommen wurde.
Auch die Versorgung bei Naturkatastrophen wurde zunächst selten organisiert vorgenommen. Die ländliche Bevölkerung musste und konnte sich selbst helfen. In den Städten oblag die Bekämpfung von Schadensereignissen den örtlichen Behörden, die dafür Hilfstruppen zum Beispiel in Form einer Feuerwehr aufstellten oder auch medizinische Hilfe (wie im Falle einer Pestepidemie) und die Versorgung mit Nahrungsmitteln leistete.

### Erste Hilfsorganisationen im 19. Jahrhundert
Vorbeugende Schutzmaßnahmen wurden mit zunehmender Organisation des Gemeinwesens getroffen, hierzu gehören Feuerlöschordnungen oder auch Maßnahmen zum Schutz vor Hochwassern (Entwässerungskanäle, Deiche).
Das Rote Kreuz, gegründet 1863 von Henry Dunant unter dem Eindruck der Schlacht von Solferino als neutrale Hilfsorganisationen für Kriegszeiten, nahm schon bald seine Aufgaben auch bei zivilen Unglücksfällen und Katastrophen wahr. In diese Zeit fallen auch die Bildung von weiteren Hilfsvereinen und die Professionalisierung des Feuerlöschwesens zusammen mit der zunehmenden Übernahme von Verantwortung der Staatsmacht für das Gemeinwohl. Mit der Industrialisierung ist eine Zunahme von größeren technischen Unglücken verbunden, die vor allem in den Industriegebieten schon früh zur Aufstellung von speziellen Arbeiterorganisationen (zum Beispiel des Arbeiter-Samariter-Bundes) führte.
Überregionale Katastrophenhilfe wurde dabei zunächst oft vom Militär organisiert, das als einzige Organisation über entsprechend einsetzbare Einheiten verfügte. Den zivilen Hilfsdiensten oblag in solchen Situationen vor allem das Sammeln von Spenden und Hilfsgütern.

### Entwicklung nach 1945
Der Zweite Weltkrieg machte in den betroffenen Ländern die gezielte Organisation von Hilfsmaßnahmen im großen Maßstab erforderlich (zum Beispiel während der Luftschlacht um England, respektive dem Luftkrieg). Die Einheiten der Feuerwehren, der zivilen Rettungsorganisationen und des Militärs mussten überregional koordiniert werden, zum Teil wurden eigene Organisationsformen als Luftschutz aufgestellt.
Unter dem Eindruck des Zweiten Weltkriegs wurden 1949 die Genfer Konventionen neu gefasst und mit dem vierten Abkommen „über den Schutz von Zivilpersonen in Kriegszeiten“ ergänzt. Hier wurde neben den bis dahin vereinbarten Schutzzeichen auch das neue Zivilschutzzeichen, ein blaues Dreieck auf orangefarbigem Grund, eingeführt.
Mit dem Koreakrieg begann 1950 die heiße Phase des Kalten Krieges. Unter diesem Eindruck wurden moderne Zivilschutzmaßnahmen in vielen Ländern vorangetrieben, die auch Auswirkungen auf die Katastrophenschutzorganisation hatten. Es wurde versucht, den Auswirkungen von Massenvernichtungswaffen entgegenzuwirken. Dabei stand vor allem die historisch neuartige Möglichkeit eines Atomkriegs vor Augen.
Die internationale Zusammenarbeit im Katastrophenschutz verstärkte sich, sowohl in der Folge Militärbündnisse (NATO, Warschauer Pakt) mit gleichartiger Ausrüstung und Vorgehensweise in den verbündeten Ländern als auch auf ziviler oder verwaltungstechnischer Ebene oder im Rahmen der Vereinten Nationen (United Nations Disaster Relief Organization 1971 sowie Global Disaster Alert and Coordination System) beziehungsweise der Organisationen der Internationalen Rotkreuz- und Rothalbmond-Bewegung.
Im Zuge der Entwicklungshilfe werden in vielen Ländern auch Maßnahmen zum Katastrophenschutz gefördert, um vor allem regelmäßige Naturkatastrophen überstehen zu können.

### Nach der Wende 1989/90
Das Ende des Kalten Krieges führte in den frühen 1990er-Jahren zu einem starken Abbau des Katastrophen- und Zivilschutzes in Europa, da man die Notwendigkeit weitgehend nicht mehr sah. Die Verantwortung für Schutzmaßnahmen wurde auf niedrigere Verwaltungsebenen übertragen oder an freiwillige Projekte übergeben. Da schnell erkannt wurde, dass es immer noch Situationen geben kann, die den normalen Rettungsdienst überfordern (zum Beispiel Naturkatastrophen oder in gewissen Ländern Kernkraftwerks- und Chemieunfälle), wurde mit relativ begrenzten Mitteln versucht, vorbereitende Maßnahmen zu treffen (zum Beispiel Gefahrenzonenplanung) und Hilfskräfte auch für größere Schadenslagen vorzuhalten.
Nach den Terroranschlägen in den Vereinigten Staaten im Jahr 2001 und den grenzüberschreitenden Hochwasserereignissen (Oderhochwasser 1997, Elbehochwasser 2002, Hochwasser in West- und Mitteleuropa 2021) begann sich diese Entwicklung umzukehren. Katastrophenschutz wurde wieder in größerem Zusammenhang gesehen, diesmal losgelöst vom militärischen Aspekt.
Mit der Entscheidung des Rates der Europäischen Union vom 23. Oktober 2001 über ein Gemeinschaftsverfahren zur Förderung einer verstärkten Zusammenarbeit bei Katastrophenschutzeinsätzen (2001/792/EG, Euratom) wurde auf EU-Ebene ein Verfahren für die gegenseitige Hilfeleistung in Katastrophenfällen eingerichtet. Im Bedarfsfall besteht damit für die Mitgliedsländer die Möglichkeit, den Katastrophenhilfe-Mechanismus der EU zu aktivieren und Ressourcen der Gemeinschaftsmitglieder anzufordern.
Bei einer Katastrophe sind auch Kulturgüter gefährdet. Beispielsweise ist beim Schweizer Zivilschutz, der auch in Katastrophenlagen zuständig ist, der Kulturgüterschutz Teil des Aufgabenbereichs.

### Aktuelle Herausforderungen

#### Mitgliederrückgang und Rekrutierungsprobleme
Mit dem Rückgang der Bevölkerungszahl, der Alterung der Gesellschaft und schrumpfenden Kohorten von Personen in jüngeren und mittleren Jahrgängen (demografischer Wandel) sowie dem Wegfall des Ersatzdienstes im Katastrophenschutz verfestigen sich für den Katastrophenschutz zunehmend Probleme bei der Nachwuchsrekrutierung. So prognostiziert beispielsweise das Bundesinstitut für Bevölkerungsforschung allein bei den Mitgliederzahlen der Freiwilligen Feuerwehren und des Rettungswesens einen Schwund um ein Viertel bis zum Jahr 2025.
Dies konnte sich jedoch nicht bestätigen. Wie aktuelle Zahlen des deutschen Feuerwehrverbandes zeigen, konnten sich die Zahlen im Falle der Feuerwehren zwischen 2010 und 2021 auf einem stabilen Niveau halten. Die Rekrutierungsprobleme werden zusätzlich verstärkt durch eine Diskrepanz zwischen den Strukturanforderungen der Hilfsorganisationen und den individuellen Bedürfnissen und Möglichkeiten potentieller freiwilliger Helfer. Während die Hilfsorganisationen vor allem auf kontinuierliche Engagements abstellen und hohe qualifikatorische Voraussetzungen von ihren Mitgliedern einfordern, geht der Trend in der Bevölkerung eher in Richtung episodischer, projektbezogener Engagementformen („Strukturwandel des Ehrenamtes“).

#### Folgen der globalen Erwärmung
Im Zuge der Klimakrise und deren Auswirkungen auf Deutschland und Europa, ist ein erhöhtes Einsatzaufkommen nachvollziehbar, dessen Trend sich voraussichtlich fortsetzen wird. Auf konzeptioneller und strategischer Ebene wird daher um eine Aktualisierung und Verbindung der Themenfelder gerungen.

## Technologien und Methoden

### Vorauserkundung
Das Emergency Response Team (auch: Incident response team) einer Organisation oder einer Behörde kann noch vor Eintreffen der eigentlichen Hilfskräfte eingesetzt werden, um den Umfang und die Einsatzorte der Hilfskräfte zu erkunden und in Zusammenarbeit mit bereits aktiven, zum Beispiel den lokalen Helfern vorzubereiten. Dies trifft regelmäßig vor international zu koordinierenden Hilfseinsätzen zu. Diese Teams setzen sich neben Fachkräften entsprechend der Notlage vor allem aus Logistikern zusammen, die abschätzen können, wie weit die vorhandene Infrastruktur, zum Beispiel eines Flughafens, noch genutzt werden kann beziehungsweise ob es nötig ist, eine vom Einsatzort unabhängige Infrastruktur für die Einsatzkräfte aufzubauen.

### Monitoring von Naturgefahren
Bei zahlreichen Naturgefahren ist durch mathematische Modelle und technische Maßnahmen eine gewisse Vorhersage möglich; manchmal kann ein Ereignis auch abgewendet werden. Zu solchen Gefahren zählen u. a.:
- Tsunami nach einem Seebeben: Bei größerer Entfernung vom Epizentrum kann rechtzeitig eine Warnung an betroffene Küstengebiete ergehen. Nach dem großen Tsunami 2004 wurden im Pazifik und einigen anderen Regionen Warndienste aufgebaut.
- Stürme / Wirbelstürme (Hurrikan / Taifun): Einen hocheffizienten Katastrophenschutz betreibt bspw. Taiwan seit Jahrzehnten im Hinblick auf Taifune.[16] So kommen selbst bei den stärksten Taifunen in Taiwan nur wenige Menschen ums Leben oder zu Schaden. Personenschäden sind meist auf das Nichtbefolgen von Behördenanweisungen zurückzuführen. (Siehe auch: Sturmwarnung)
- Erdbeben: Hier sind allenfalls sehr unsichere Prognosen des Zeitpunkts möglich; jene für Nachbeben sind etwas genauer. (Siehe auch: Erdbebenfrühwarnung)
- Hochwasser: Moderne Prognosemethoden verarbeiten Niederschlags- und Pegelmessungen auf Basis von Abflussmodellen und digitalen Geländehöhen. Die errechneten Pegelstände sind bei guten Modellen etwa dezimetergenau. (Siehe auch: Hochwasserwarnung)
- Bergstürze können meist nur prognostiziert werden, wenn schon vorausgehende Ereignisse stattfanden und mittels Geotechnik laufend Überwachungsmessungen erfolgen
- Hangrutschungen sind bei „verdächtigen“ Berghängen gut prognostizierbar, wenn Geotechnik und Geodäsie ständige Überwachungsnetze installieren und ein automatischer Datenfluss auch über den aktuellen Niederschlag erfolgt
- Bei Muren und Lawinen sind solche Prognosen unsicherer, doch können Gefährdungspotentiale angegeben werden.
- Epidemien/Pandemien: In der Pandemienprävention könnten durch mathematische Modellierung, Diagnostik-, Kommunikations- und Informationstechnologien bis dato unbekannte potenzielle Pathogene identifiziert, gemeldet und deren mögliche Evolution vorausgesagt werden. Mehrere Ansätze erlauben ein Abwenden einer potenziellen Pandemie. Der Nationale Pandemieplan für Deutschland nennt Maßnahmen, die im Falle der Gefahr einer massiven Ausbreitung von übertragbaren Krankheiten zu deren Verhütung und Bekämpfung beitragen können.
- Asteroiden: Zur Verhinderung eines Asteroidenimpakts werden diese (z. B. vom Space Situational Awareness Programme) ständig beobachtet und verschiedene planetare Verteidigungsstrategien entwickelt.
- Weltraumwetter: Durch Ereignisse wie Sonnenwinde oder kosmische Strahlung können insbesondere elektronische Systeme auf der Erde beeinflusst werden.

### Ad-hoc-Infrastruktur
Eine Reihe von Infrastrukturkomponenten könnte nach einer Katastrophe mit Hilfe von Technologien schnell ad hoc wiederhergestellt werden.

#### Kommunikation
Drahtlose Meshnets können schnell eingesetzt werden, um Internetverbindungen zu ermöglichen, ausgefallene Mobilfunknetze zu ersetzen und die Kommunikation in Notfällen und nach Katastrophen zu ermöglichen – auch für die Koordinierung der Katastrophenhilfe und Notrufe. Mesh-Netzwerke wie B.A.T.M.A.N. werden häufig von freiwilligen Gemeinschaften mit geringen Ressourcen open-source entwickelt und eingesetzt.

#### Strom
Notstromsysteme – wie mobile Mikrogeneration, mobile Lade- und Stromversorgungsstationen – sowie Smart Grids können bei Ausfall der normalen Stromversorgung wichtige elektrische Systeme unterstützen oder die Stromversorgung für kleine Regionen wiederherstellen, deren Verbindungen zum Hauptstromnetz unterbrochen wurden.

#### Transport
Die Verkehrsinfrastrukturrouten können durch eine Katastrophe unpassierbar werden, was die Logistik, Evakuierung und Katastrophenhilfe erschwert.
Technologien können es ermöglichen, das Verkehrsnetz schnell und ad hoc wiederherzustellen oder Teile davon zu ersetzen. Dazu gehört der schnelle Bau stabiler Brücken mittels mobiler, leichter und/oder lokal beschaffter Materialien oder Komponenten, was in einigen Fällen von Militärs umgesetzt wurde.

#### Abfallmanagement
Katastrophenabfälle werden häufig ad hoc entsorgt. Die bei einer Katastrophe anfallenden Abfälle können die bestehenden Abfallentsorgungseinrichtungen überfordern und andere Hilfsmaßnahmen beeinträchtigen. Je nach Art der Katastrophe, ihrem Ausmaß und ihrer Wiederherstellungsdauer müssen konventionelle Abfälle möglicherweise auf ähnliche Weise entsorgt werden, wobei beide Abfallarten auch mit der Wiederherstellung des Verkehrsnetzes verbunden sind.

#### Notunterkünfte
Notunterkünfte werden manchmal als ein Element von Infrastruktur betrachtet. Die vorübergehende Unterbringung von Menschen und Tieren nach Katastrophen kann Teil des Katastrophenschutzes sein. Manchmal werden bestehende private Unterkunftsinfrastrukturen und -logistik für den Katastrophenschutz umgewidmet.

#### Wasserversorgung
Die Infrastruktur für Wasserversorgung, Entwässerung und Kanalisation sowie das Funktionieren von Kläranlagen kann durch Katastrophen gestört werden.

#### Impfungs-Infrastruktur
Langfristige Katastrophenhilfe sowie die medizinische Infrastruktur in Katastrophengebieten mit erhöhtem Gesundheitsrisiko kann auch Infrastruktur für Impfungen umfassen.

### Webseiten zur Koordinierung der Reaktion
Freiwillige Helfer sowie andere an der Katastrophenhilfe beteiligte Personen wie Einheimische und zivile Organisationen wie das Technische Hilfswerk können mit Hilfe von Websites und ähnlichen IKT koordiniert werden – z. B. zur Vermeidung von Staus, anderen Behinderungen des Verkehrsnetzes und „Katastrophentouristen“, zur Zuteilung verschiedener Formen von Hilfe an bedürftige Orte, zur Meldung vermisster Personen und zur Steigerung der Effizienz. Nach den Überschwemmungen in Europa im Jahr 2021 wurden solche Websites für einzelne betroffene Regionen eingerichtet.

### Informationsaustausch und soziale Medien
Ein schneller und zuverlässiger Informationsaustausch, koordiniertes Verhalten und gewisse Selbstaufopferung spielen im Katastrophenfall eine Rolle für die individuelle und kollektive Sicherheit. Eine Studie zeigte, dass soziale Netzwerke nur schlecht als Kanäle für unbequeme Wahrheiten, die Menschen lieber ignorieren würden, funktionieren können und dass das Zusammenspiel zwischen Kommunikation und Handeln von der Struktur sozialer Netzwerke abhängen kann. Sie zeigte auch, dass Kommunikationsnetzwerke in Testszenarien notwendige „Evakuierungen“ unterdrücken, weil sie im Vergleich zu Gruppen isolierter Individuen spontan und diffus falsche Sicherheit vermitteln. Zudem erleiden größere Netzwerke mit einem geringeren Anteil an (gut) informierten Personen – oder entsprechende Präsenz und Darstellung der entsprechenden Informationen – mehr Schaden durch von Menschen verursachte Fehlinformationen.

## Nach Zuständigkeitsbereich

### Deutschland
Der Katastrophenschutz ist in der Bundesrepublik Deutschland Ländersache. Daher haben sämtliche Bundesländer eigene Gesetze zur Regelung des Katastrophenschutzes getroffen. Die Katastrophenschutzbehörden haben in Friedenszeiten auf regionaler Ebene die Aufgabe, Katastrophen abzuwehren und die dafür notwendigen Vorbereitungsmaßnahmen zu treffen (Katastrophenschutz). Sie rufen den Katastrophenfall aus und können eigene Kräfte sowie Dritte zur Katastrophenhilfe heranziehen. Details der Umsetzung sind in den Bundesländern unterschiedlich geregelt. Einzelne Landesrettungsdienstgesetze sehen darüber hinaus Verzahnungen zwischen Rettungsdienst und Katastrophenschutz vor. Dabei ist jedoch der Begriff des rettungsdienstlichen Großschadensereignisses sowie des Massenanfalls von Verletzten (MANV) im rettungsdienstlichen Sinn von der Katastrophe zu unterscheiden.
Vom Katastrophenschutz zu unterscheiden ist der Zivilschutz in Kriegszeiten und die Katastrophenhilfe. Zivilschutz und Katastrophenhilfe sind einheitlich Aufgabe des Bundes. Regelungen enthält das Gesetz über den Zivilschutz und die Katastrophenhilfe des Bundes (Zivilschutz- und Katastrophenhilfegesetz – ZSKG) vom 25. März 1997. Die Vorhaltungen und Einrichtungen des Bundes für den Zivilschutz stehen den Ländern dabei auch im Rahmen der Katastrophenhilfe für ihre Aufgaben im Bereich des Katastrophenschutzes zur Verfügung. Die Verwaltungsaufgaben obliegen dem Bundesamt für Bevölkerungsschutz und Katastrophenhilfe.
Der Oberbegriff Bevölkerungsschutz umfasst dabei sowohl den Katastrophenschutz als auch den Zivilschutz mit seiner Katastrophenhilfe.

### Österreich
Als oberste Behörde ist in Österreich das Innenministerium zuständig, während die einzelnen zivilen Organisationen, die für den Katastrophenschutz herangezogen werden, aufgrund landesgesetzlicher Basis arbeiten.
Je nach Schadenslage kann ein bestimmtes Gebiet zum Katastrophengebiet erklärt werden. Je nach Ausdehnung kann ein Bürgermeister, Bezirkshauptmann oder Landeshauptmann die Katastrophe ausrufen.
Die Katastrophenschutzgesetzgebung obliegt den einzelnen Bundesländern. Damit treten bestimmte Notstandsgesetze in Kraft um die Auswirkungen in den Griff zu bekommen.
In erster Linie ist die Bekämpfung von Katastrophen Aufgabe der Feuerwehr mit den durch sie organisierten Katastrophenhilfsdiensten und den Rettungsorganisationen und ruht damit hauptsächlich auf Freiwilligenorganisationen. Aber auch das Bundesheer kann zu Assistenzhilfsleistungen herangezogen werden. Um auch Freiwillige unter der Zivilbevölkerung einbinden zu können, wurde 2007 das Team Österreich unter der Leitung vom Roten Kreuz und dem ORF gegründet.
Die Leitung der Katastrophenhilfe erfolgt sowohl in operativ-taktischer als auch in administrativer Hinsicht im Rahmen der Einsatzleitungen und Koordinationsausschüsse auf Bezirks- und Landesebene. In überregionalen und grenzüberschreitenden Katastrophenfällen erfolgt die Koordination von Verwaltungsmaßnahmen im Rahmen des Staatlichen Krisen- und Katastrophenschutzmanagements beim Bundesministerium für Inneres, in Einzelfällen auch durch das Bundeskanzleramt. Wenn Personen durch eine Katastrophe im Ausland betroffen sind, so zählt die Hilfe zu den Aufgaben des Außenministeriums.
Die Bundeswarnzentrale im Bundesministerium für Inneres dient als permanente Ansprechstelle. Die Zusammenarbeit mit den Bundesländern und der erforderliche Informationsaustausch erfolgt über Landeswarnzentralen.
Mit Beschluss der Bundesregierung vom 20. Januar 2004 wurde ein Koordinationsausschuss für das Staatliche Krisen- und Katastrophenschutzmanagement eingerichtet, der alle Bundesministerien und Bundesländer sowie Einsatzorganisationen und Medien unter dem Vorsitz des Generaldirektors für die öffentliche Sicherheit einschließt.
Österreich verfügt damit über ein flächendeckendes System des vorbeugenden und abwehrenden Katastrophenschutzes (Staatliche Krisen- und Katastrophenschutzmanagement, SKKM). Darüber hinaus ist Österreich in die internationalen Netzwerke der grenzüberschreitenden Katastrophenhilfe der EU, NATO/PfP und der Vereinten Nationen eingebunden und hat mit zahlreichen Staaten bilaterale Vereinbarungen für die gegenseitige Hilfe in Katastrophenfällen abgeschlossen, auf die im Bedarfsfall zurückgegriffen werden kann. Ein Beispiel dafür bietet die mittlerweile aufgelöste Einheit CRAFT Austria, eine international einsetzbaren Truppe aus Feuerwehr, Polizei und Johanniter-Unfallhilfe.

### USA
In den USA ist zentral die Federal Emergency Management Agency (FEMA) zuständig. Daneben sind verschiedene Behörden mit unterschiedlichen Aspekten des Katastrophenschutzes befasst, beispielsweise erarbeitet der United States Geological Survey Katastrophenszenarien wie das Arkstorm-Szenario. Mit Seuchen befassen sich die Centers for Disease Control and Prevention (CDCs) und mit durch Pipelines verursachte Umweltkatastrophen befasst sich die Pipeline and Hazardous Materials Safety Administration (PHMSA), die hierzu sogar ein Fusion Center, das National Hazardous Materials Fusion Center (IAFC Hazmat Center) betreibt.

### Island
Präventiv werden für den Fall eines Vulkanausbruchs Evakuierungspläne vorgehalten, die feste Routen vorsehen, und es werden Übungen für den Ernstfall durchgeführt. Gletscher und Vulkane Islands werden dauernd überwacht.

### Andere Länder
Fast alle Staaten haben gegen Katastrophen für den Katastrophenschutz zuständige Organisationen, zumindest rudimentär. Arme Länder oder Länder mit instabilen politischen Verhältnissen sind beim Eintritt einer Katastrophe oft auf Hilfe durch andere Staaten (von Deutschland aus zum Beispiel durch die Bundesanstalt Technisches Hilfswerk) sowie internationale nichtstaatliche Institutionen und Organisationen wie beispielsweise die Internationale Rotkreuz- und Rothalbmond-Bewegung angewiesen.

### EU
Die EU verfügt seit Lissabon mit Art. 196 AEUV (Förderung der Zusammenarbeit der Mitgliedstaaten) über eine neue Zuständigkeitsbestimmung im Katastrophenschutz:
- Unterstützung und Ergänzung der Tätigkeit auf nationaler, regionaler und kommunaler Ebene mit Hinblick auf
  - Risikoprävention
  - Ausbildung
  - Einsätze
- Förderung einer schnellen und effizienten Zusammenarbeit zwischen den einzelnen Stellen
- Verbesserung der Kohärenz der Maßnahmen auf internationaler Ebene

Diese Politik fällt unter Art. 6 lit. f) AEUV (Unterstützungs-, Koordinierungs- und Ergänzungskompetenz). Wegen dieser Kompetenzbegrenzung sowie des Subsidiaritätsprinzips kommt die Ausübung dieser Politik allein dann in Betracht, wenn die Mitgliedstaaten allein mit der katastrophalen Lage überfordert sind. Die Kompetenzgrenze der Union ist zudem überschritten, wenn auf Art. 196 AEUV eine Notfallabwehrkapazität gestützt wird, die von den Entscheidungen der (souveränen) Mitgliedstaaten unabhängig ist. Die EU darf keinen eigenständigen Katastrophenschutz betreiben oder die Mitgliedstaaten aus ihrer Rolle als Verantwortliche für den Katastrophenschutz herausdrängen.